# Taylor Davisová
Taylor Davisová, nepřechýleně Taylor Davis (* 20. března 1987), je americká houslistka a skladatelka.
Známou se stala díky svému kanálu na portálu YouTube. Během roku 2012 vydala dvě hudební alba (Gaming Fantasy a An Enchanted Christmas). V červnu 2014 měla na svém YouTube kanálu 109 videí, 56 milionů zhlédnutí a 463 000 odběratelů. Věnuje se úpravám filmové hudby a hudby počítačových her pro houslový přednes a jejich interpretaci.